# Избори за посланике Народне скупштине НР Србије 1951.
Према Закону о избору народних посланика од 13. маја 1950, била је установљена и кутија без листе. Избори по овом закону обављени су марта 1951.
Скупштина конституисана 1951. године је бројала 315 посланика.

## Бирачко тело и излазност бирача у НР Србији 1951.
- Уписани бирачи – укупно: 4 396 816
- Бирачи који су гласали – свега: 3 854 042
- Бирачи који су гласали – %: 87,66%[2]